# Baigneuse aux cheveux longs
Baigneuse aux cheveux longs est un tableau réalisé par le peintre français Auguste Renoir vers 1895. De format vertical, cette huile sur toile est un nu qui représente une jeune femme aux longs cheveux blonds debout à mi-cuisses dans de l'eau. Aperçue par son profil droit, elle tient contre son tronc un drapé blanc qui recouvre un rocher sur lequel elle prend appui par ailleurs. Partie de la collection Jean Walter et Paul Guillaume, l'œuvre est conservée au musée de l'Orangerie, à Paris.